# K/O Paper Products
K/O Paper Products (también conocida como Kurtzman/Orci Paper Products) fue una productora estadounidense de televisión y cine fundada por Alex Kurtzman y Roberto Orci. c. 2004, después de firmar un contrato con DreamWorks Pictures, para reescribir el guion de la película de 2005 The Island.

## Historia

### Antecedentes
Orci y Kurtzman comenzaron su colaboración de escritura en la serie de televisión Hercules: The Legendary Journeys,  después de ser contratados por Sam Raimi. También participaron en la serie hermana de Hércules ,Xena: la princesa guerrera. Intentaron pasar a escribir para una serie de televisión basada en una red, pero les resultó difícil. Después de recibir una serie de respuestas negativas, se reunieron con JJ Abrams , quien en ese momento estaba comenzando a trabajar en Alias. La reunión salió bien y resultó en que trabajaran en la serie. Volverían a trabajar juntos en Fox serie de ciencia ficción Fringe donde los tres fueron listados como co-creadores.
En 2003, el dúo está escribiendo su primer proyecto cinematográfico, la secuela de La máscara del Zorro, La leyenda del Zorro para Columbia Pictures.  Orci y Kurtzman tuvieron su oportunidad de escribir para películas en 2004, con la película de Michael Bay The Island, para la cual desarrollaron el guion de especificaciones de Caspian Tredwell-Owen. Cuando Kurtzman y Orci conocieron a Bay, le preguntó a la pareja "¿Por qué debería confiar en ti?",  a lo que Orci respondió: "Todavía no deberías. Veamos qué sucede".  Si bien esto no fue un éxito abrumador, regresaron para la siguiente película de Bay: Transformers, después de que el productor Steven Spielberg les pidiera que asistieran a una reunión. La película recaudó 710 millones de dólares en taquilla. El primer crédito de Orci únicamente como productor llegó con la película Eagle Eye, donde trabajó una vez más junto a Kurtzman. Dijo en una entrevista con la revista Extra que anteriormente había estado involucrado en producciones donde los productores tenían antecedentes de escritura y los habían buscado en busca de ayuda, y estaba feliz de brindar ese mismo apoyo a los escritores de Eagle Eye. El director de la película, DJ Caruso, elogió al dúo diciendo que "lo que es inusualmente bueno de ellos es que han mantenido el poder de productor-escritor que ganaron en la televisión y lo trasladaron al área de los largometrajes, y eso es extremadamente raro". Después de su trabajo en Eagle Eye, fueron productores ejecutivos de la película de Sandra Bullock , The Proposal.
Se les pidió a Orci y Kurtzman que escribieran el guion de una nueva película de Star Trek, pero inicialmente lo rechazaron a pesar de que Orci era fanático de la serie. Orci sugirió reiniciar la línea de tiempo como se vio anteriormente en las películas y series de televisión, Orci suggested rebooting the timeline as seen previously in the films and television series, y agregar el regreso de Leonard Nimoy como Spock de Star Trek: The Original Series. Consideró que las dos primeras películas de la serie de reinicio eran la historia de origen del equipo, y que la tercera película comenzaría donde estaba el equipo al comienzo de Star Trek: la serie original. Orci sintió que la relación entre James T. Kirk y el Spock más joven reflexionó sobre la asociación entre él y Kurtzman, dijo que "ni siquiera nos dimos cuenta de que estábamos escribiendo sobre nosotros mismos hasta que estábamos a la mitad del guion, eso fue un poco vergonzoso.
En junio de 2009, Star Trek fue la película más taquillera en la taquilla nacional de los Estados Unidos, lo que resultó en que el estudio dio luz verde a una secuela y se pidió a Kurtzman y Orci que la escribieran. El estudio reservó un presupuesto mayor para la secuela, que fue revelado por Orci en una entrevista con TrekMovie.com. Orci descartó el elemento básico de "renuncia del héroe" de una segunda película, que había aparecido en la secuela de Transformers, diciendo que la tripulación del Enterprise estaba comprometida y que ese tipo de historia no tiene que aplicarse a todas las secuelas. Durante la preparación de la película, llamada Star Trek Into Darkness, Orci fue uno del equipo de producción que no reveló mucho sobre el villano de la película y negó que Benedict Cumberbatch fuera a interpretar a Khan Noonian Singh.
Las críticas a la secuela dieron como resultado que Orci publicara comentarios controvertidos en un sitio de fans de Star Trek. En respuesta a un fan molesto por Into Darkness, Orci lo llamó "fanático de mierda". Posteriormente se disculpó y desactivó su cuenta de Twitter.

### Fundación de la compañía y su éxito
En 2004, Kurtzman y Orci lanzaron su propia compañía de producción, firmando un contrato de primera vista con DreamWorks Pictures para producir largometrajes para el estudio, luego de hacer una reescritura exitosa de tres de sus películas, The Island, The Legend of Zorro y Mission: Imposible III. El estudio desarrolló con éxito su primer largometraje, Eagle Eye en 2008.
En 2009, Bobby Cohen se unió a la empresa y se convirtió en el director ejecutivo de su división de películas.
En 2010, se anunció que Kurtzman y Orci están firmando un acuerdo de desarrollo de tres años con 20th Century Fox Television, para producir sus programas de televisión para cable y redes, que surgieron del éxito de Fringe y el desarrollo de Hawaii Five-0 y Transformadores: Prime.
Heather Kadin, que antes era empleada de Warner Bros. Television, se incorporó a la empresa ese mismo año, cuando se convertía en presidenta de la división de televisión.
En 2011, intentó trasladar su unidad de cine de DreamWorks a Skydance Productions, pero fracasó. En 2012, el estudio firmó con éxito un contrato con Universal Pictures para producir sus largometrajes.
En 2013, FOX anunció que retomaría su serie de televisión de Kurtzman y Orci, Sleepy Hollow
Más tarde ese mismo año, Kurtzman y Orci confirmaron que la división de televisión del estudio se trasladará de 20th Century Fox Television a CBS Television Studios, el estudio responsable de su propia serie Hawaii Five-0.

### Ruptura de la sociedad y su fracaso
En abril de 2014, Orci y Kurtzman confirmaron a Variety que ya no trabajarán juntos en proyectos cinematográficos, pero seguirán colaborando en televisión. Kurtzman quería trabajar en la franquicia cinematográfica de Spider-Man, mientras que Orci estaba vinculado al papel de director de Star Trek 3. Orci confirmó más tarde ese año en julio que no estaba involucrado en la producción de The Amazing Spider-Man 3 junto a Kurtzman. K/O Paper Products de Orci y Kurtzman continúa operando como una productora dentro de CBS Television Studios, y ha creado la serie Scorpion inspirada en la vida deWalter O'Brien para la temporada 2014-15 y Limitless se creó para la temporada 2015-16 a partir de la película de 2011.
Antes de la separación de Kurtzman y Orci, el dúo se alineó para escribir la tercera película de la nueva serie Star Trek. En mayo de 2014, Skydance y Paramount Pictures anunciaron que Orci dirigiría la tercera entrega de la franquicia de reinicio de Star Trek, después de que Abrams pasó a dirigir Star Wars: The Force Awakens. Esto habría marcado el debut como director de Orci, e iba a escribir el guion junto con los coguionistas JD Payne y Patrick McKay.  Debido a su compromiso con Star Trek 3, abandonó una nueva película de Power Rangers en la que habría sido productor ejecutivo. Pero el 5 de diciembre, se anunció que ya no dirigiría la película Star Trek. Sigue acreditado como productor de la película, y fue reemplazado por Doug Jung y el miembro del reparto Simon Pegg como guionistas después de que se descartara el guion inicial de Orci. Orci fue reemplazado como director por Justin Lin , quien anteriormente había dirigido películas en la franquicia The Fast and the Furious. Orci creó Matador con la idea de que el personaje principal fuera un "futbolista de día que es un espía de noche", y lo llamó un "James Bond latino". La serie fue transmitida por la Cadena El Rey creada por Robert Rodríguez. Se renovó para una segunda temporada poco antes de que se emitiera el piloto,  que había sido dirigido por Rodríguez. Pero luego de la producción de la primera temporada, la serie fue cancelada a pesar de la renovación anterior. Esta decisión se atribuyó a las bajas ventas internacionales.

### Desaparición de la empresa
El 27 de junio de 2014, se anunció que Aaron Baiers, en ese momento director de desarrollo de TV, se convertirá en vicepresidente de la división de TV bajo la dirección de Heather Kadin. En 2016, se anunció que Kurtzman y Orci disolverían su sociedad televisiva, lo que dejaría sin efecto a la empresa.

## Filmografía
| Fecha de lanzamiento | Televisión e Internet                              | Película                                           |
| -------------------- | -------------------------------------------------- | -------------------------------------------------- |
| 2008-2013            | Fringe                                             | Fringe                                             |
| 2008                 | Eagle Eye                                          | Eagle Eye                                          |
| 2009                 | The Proposal                                       | The Proposal                                       |
| 2009                 | Star Trek                                          | Star Trek                                          |
| 2010–2020            | Hawaii Five-0                                      | Hawaii Five-0                                      |
| 2010–2013            | Transformers: Prime                                | Transformers: Prime                                |
| 2011                 | Cowboys & Aliens                                   | Cowboys & Aliens                                   |
| 2011                 | Exit Strategy                                      | Exit Strategy                                      |
| 2011                 | Locke & Key                                        | Locke & Key                                        |
| 2012                 | People Like Us                                     | People Like Us                                     |
| 2013                 | Star Trek: En la oscuridad                         | Star Trek: En la oscuridad                         |
| 2013                 | Now You See Me                                     | Now You See Me                                     |
| 2013                 | El juego de Ender                                  | El juego de Ender                                  |
| 2013                 | Transformers Prime Beast Hunters: Predacons Rising | Transformers Prime Beast Hunters: Predacons Rising |
| 2013–2017            | Sleepy Hollow                                      | Sleepy Hollow                                      |
| 2014                 | The Amazing Spider-Man 2: Rise of Electro          | The Amazing Spider-Man 2: Rise of Electro          |
| 2014                 | Matador                                            | Matador                                            |
| 2014–2018            | Scorpion                                           | Scorpion                                           |
| 2015–2016            | Limitless                                          | Limitless                                          |
| 2016                 | Now You See Me 2                                   | Now You See Me 2                                   |